# Dance Laury Dance
Dance Laury Dance est un groupe de musique rock/metal originaire de Québec (Québec, Canada), fondé le 13 janvier 2007 par Max Lemire, Sébastien Deschenes, Patrick Cyr, Étienne Villeneuve et Alexandre Laperrière. En 2013, Patrick Cyr et Étienne Villeneuve quittent le groupe pour laisser leurs places à Phil Lemire et Tom Bouchard. Ce changement marquera une transition dans leur son vers un style plus métal. Tom Bouchard quitte le groupe en 2016 et ne sera pas remplacé, le groupe consiste maintenant en Max Lemire, Sébastien "Harry" Deschênes, Alexandre "Lap" Laperrière et Phil Lemire.

## Histoire
Le groupe a connu une forte montée en popularité à la suite de son concert le 16 juillet 2011 sur les plaines d'Abraham dans le cadre du Festival d'été de Québec alors qu'il faisait la première partie de Metallica. Ils ont joué devant une foule de 115 000 personnes.
Au mois de septembre 2011, Dance Laury Dance a eu l'occasion de jouer à Hollywood,.
Après avoir fait une grande tournée canadienne, le groupe se concentre à une tournée québécoise.
En 2014, ils sortent l'album Hellalujah qui, comme les précédents, est autofinancé de manière complètement indépendante. L'animateur Claude Rajotte a d'ailleurs donné à cet album un 6 sur 10.
À l'automne 2019, ils annoncent avoir signé avec la maison de disque Rosemarie Records en prévision de la sortie d'un premier album francophone.
Le 7 février, le groupe sort un premier extrait en français intitulé Demi Smoke sur toutes les plateformes numériques et annonce la sortie de son album C'est ça à l'automne 2020. Le 6 mars, le clip de la chanson Encore une nuit sans journée est rendu disponible sur YouTube, en même temps que la chanson est mise en écoute sur les plateformes numériques. Le 1er mai, le groupe sort Né pour parde, accompagné d'un clip filmé durant le confinement de la COVID-19.
Le 11 septembre 2020, le groupe fait paraître C'est ça, un premier album en français initialement prévu pour avril. Le 23 septembre, ils diffusent en primeur sur YouTube le mocumentaire Bienvenue au Roc Roulant tourné d'une retraite de ressourcement pour adultes. 
Dance Laury Dance a obtenu sa première nomination à l'ADISQ à l'automne 2021 dans la catégorie Album de l'année - rock aux côtés de Daniel Boucher, des Cowboys Fringants, de Antoine Corriveau et de Thierry Larose.
Le 14 juillet 2023, la formation annonce la fin de ses activités. 

## Discographie
Le groupe a quatre albums à son actif : Out With Rockers (2009), Living For The Roll (2011), Hellalujah (2014) et C'est ça (2020). Living For The Roll compte une collaboration de Steve Hill dans la chanson Burning Hot et Hellalujah contient une collaboration avec le chanteur de Cancer Bats, Liam Cormier sur No One Left To Blame.
- 2009 : Out With Rockers[12]

| No  | Titre              | Durée |
| --- | ------------------ | ----- |
| 1.  | Mighty Mike        | 0:19  |
| 2.  | Burnin' Hot        | 3:41  |
| 3.  | Freight Train      | 4:06  |
| 4.  | Leathers           | 7:01  |
| 5.  | Out With Rockers   | 4:21  |
| 6.  | Side A To Side B   | 0:06  |
| 7.  | Montreal Hookers   | 3:03  |
| 8.  | Livin For The Roll | 4:00  |
| 9.  | She's Dead         | 2:45  |
| 10. | To Be Drunk        | 2:52  |
| 11. | Key To Success     | 0:11  |

- 2011 : Living For The Roll[13]

| No  | Titre                 | Durée |
| --- | --------------------- | ----- |
| 1.  | Burning Hot           | 3:53  |
| 2.  | Montreal Hooker       | 3:07  |
| 3.  | Sex Wolf              | 5:20  |
| 4.  | Out With Rockers      | 3:59  |
| 5.  | Death Train           | 4:00  |
| 6.  | Bad Motherfucker      | 4:25  |
| 7.  | Revolver              | 2:24  |
| 8.  | Living For The Roll   | 3:37  |
| 9.  | Leather               | 4:10  |
| 10. | Hell's Rock'n'Rollers | 4:14  |
| 11. | To Be Drunk           | 2:23  |

- 2020 : C'est ça

| No  | Titre                           | Durée |
| --- | ------------------------------- | ----- |
| 1.  | Demi Smoke                      | 2:46  |
| 2.  | Né pour parde                   | 2:44  |
| 3.  | B.R.U.H.                        | 4:12  |
| 4.  | Encore une nuit sans journée    | 2:59  |
| 5.  | Comme Sylvain                   | 3:43  |
| 6.  | Mort à la gamique               | 3:19  |
| 7.  | Le Magicien                     | 3:56  |
| 8.  | Vivre dans une autre ville      | 3:28  |
| 9.  | La route est longue en tabarnak | 3:08  |
| 10. | Détruire                        | 3:21  |
| 11. | Vampiro Obscuro                 | 3:30  |
| 12. | Call le gars                    | 3:59  |